# Ratusz w Otwocku
Ratusz w Otwocku – ceglany ratusz mieszczący się przy ulicy Armii Krajowej w Otwocku, wybudowany w latach osiemdziesiątych XIX wieku i przebudowany w latach 1925–1928.

## Historia

### Pierwszy budynek
W miejscu dzisiejszego gmachu Urzędu Miasta znajdowała się willa z lat osiemdziesiątych XIX wieku, należąca do inżyniera Stanisława Sierkowskiego, właściciela biura techniczno-handlowego. Był to budynek składający się z trzech traktów: frontowego, jednopiętrowego z wieżą, parterowego łącznika z obszerną werandą oraz tylnego, parterowego, z mieszkaniami na mansardzie.
W 1920 willa została zakupiona przez władze miejskie Otwocka z przeznaczeniem na siedzibę magistratu.

### Przebudowa
W połowie 1925 Adam Paprocki, autor planu zabudowania Otwocka, przedstawił projekt przebudowy willi na ratusz. Projekt ten przewidywał znaczną rozbudowę istniejącego budynku. Jego elewacje nawiązywały do stylu dworkowego. Na polecenie burmistrza M. Górzyckiego został zmodyfikowany przez Eugenię Jabłoński, ówczesnego architekta miasta. Prawdopodobnie brak środków finansowych sprawił, iż na pomieszczenie ratusza zaadaptowano tylko piętrowy trakt frontowy oraz fragment łącznika dawnej willi, zmieniając jej układ wewnętrzny oraz ozdabiając dekoracją sztukatorską salę posiedzeń rady miejskiej. Budowę ratusza ukończono w 1928. Na ścianie przy głównym wejściu znajdują się plakiety z herbami miast bliźniaczych: Saint-Amand-Montrond we Francji oraz Lennestadt w Niemczech.
Obiekt znajduje się w rejestrze zabytków pod nr. 936.

## Otoczenie
Obok ratusza znajduje się drugi budynek, wchodzący w skład kompleksu budynków Urzędu Miejskiego. Powstał w 1921 według projektu J. Mokrzyckiego. Był przeznaczony na mieszkania dla pracowników magistratu oraz pokoje gościnne dla delegacji. Po 1935 ulokowano tu biura Wydziału Klimatycznego Otwocka.